# Making shore

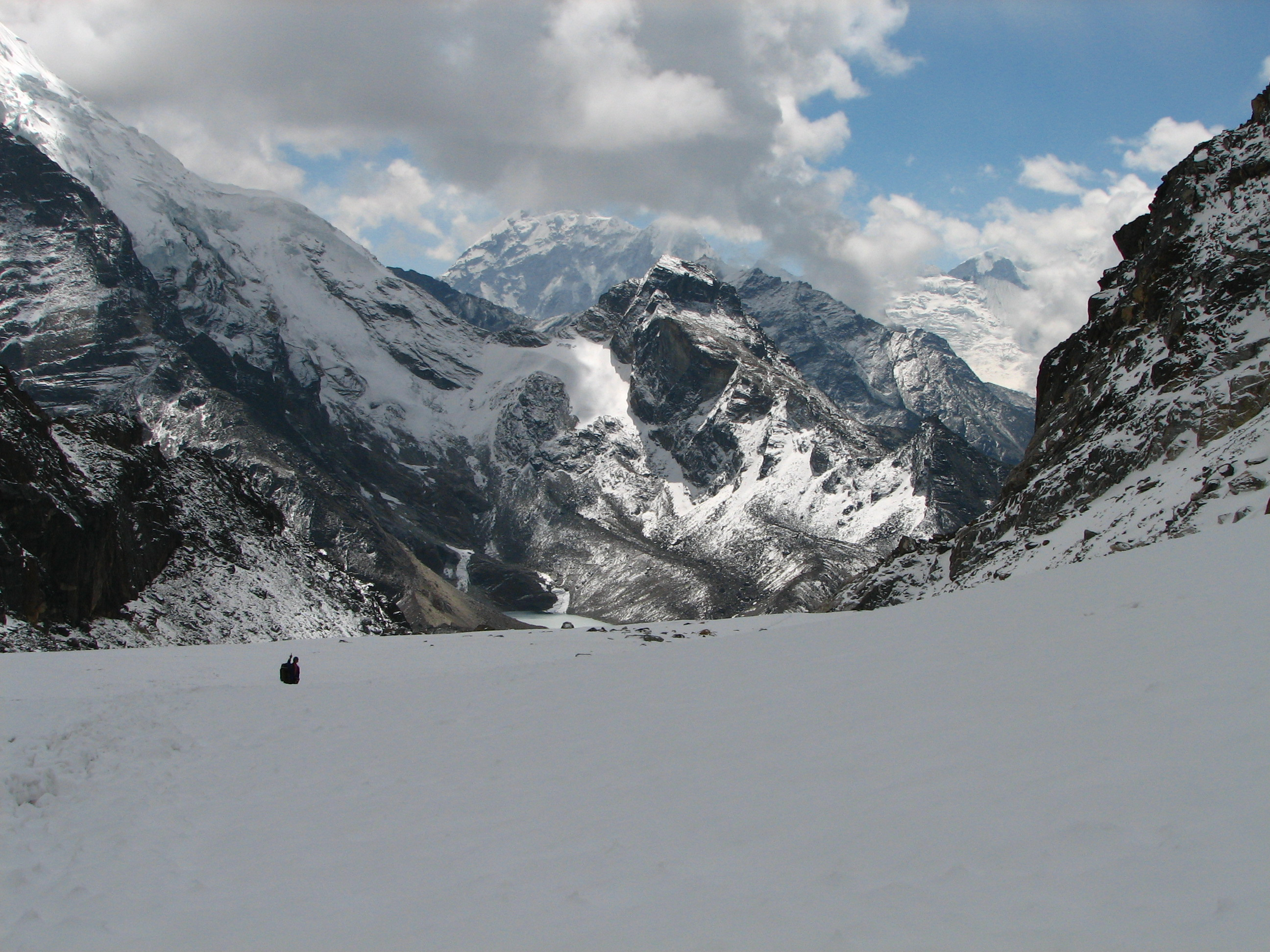
Mahalangur (foto 2007)

Making shore is het derde studioalbum van Damanek, de muziekgroep rondom Guy Manning. 

## Inleiding
Na 2018 werd het een periode stil rondom Guy Manning en ook Damanek. Pas vijf jaar later volgde het derde album. Van de aanloop naar het album Making shore is nauwelijks iets bekend. 

## Musici
- Guy Manning – zang, toetsinstrumenten, akoestische gitaar,  percussie, loops en samples
- Marek Arnold – saxofoons, seaboard en toetsen
- Sean Timms – toetsinstrumenten, zang, programmeerwerk

Met
- Brody Thomas Green – drumstel (behalve op track 5)
- Cam Blokland, Ralph Dietsch – gitaar
- Jonathan Barrett – fretloze basgitaar (tracks 3, 5)
- Nick Sinclair – basgitaar
- Riley Nixon-Bruns – trompet (tracks 2, 6, 8)
- Linda Pirie – dwarsfluit, piccolo (track 8)
- Julie King, Kevin Currie en Amanda Timms - achtergrondzang

## Muziek
Alle muziek en teksten van Guy Manning, arrangementen van Manning en Timms

| Nr. | Titel | Duur        |
| --- | --- | ----------- |
| 1.  | A mountain of sky* | 7:15        |
| 2.  | Back2back | 5:59        |
| 3.  | Noon day candles | 6:33        |
| 4.  | Americana | 4:54        |
| 5.  | In deep blue (sea songs part 1)                                                                                                  | 4:22        |
| 6.  | Reflection on copper | 5:01        |
| 7.  | Crown of thorns (sea songs part 1)                                                                                               | 6:03        |
| 8.  | Oculus (A: Overture, B: Act 1: Spot the difference, C: Act 2: The corridor, D: Act 3: Passive ghost, E: Act 4: A welcoming hand) | circa 32:00 |

*Track 1 gaat over de winderige en ongenaakbare Mahalangur Himal.

## Nasleep
Zowel Progwereld als IO Pages hoorden weinig nieuws op dit album. Er werden vergelijkingen gemaakt met Steely Dan. Grootste struikelblok was de zang van Guy Manning, die op gegeven moment gaat irriteren (progwereld). De tweedeling (alle tracks tegenover Oculus) zorgde voor een onsamenhangend geheel (IO Pages). Uit de (schamele) reacties op progarchives blijkt dat het album vooral in de smaak valt bij fans van Manning (en Damanek) en diens eerdere band Parallel or 90 Degrees.